# سازمان جهانی بوکسنج
سازمان جهانی بوکسنج (انگلیسی: World Chess Boxing Organisation) که با کوته نوشت WCBO نیز شناخته می‌شود یک تشکیلات ورزشی و اداری برای سازماندهی امور مربوط به رشتهٔ ترکیبی بوکسنج است. این سازمان در سال ۲۰۰۳م، به ابتکار بنیانگذار فقید بوکسنج، آقای ایپه روبینگ، تأسیس شد و مقر اصلی آن در برلین قرار دارد.
هدف اصلی سازمان جهانی بوکسنج، جذب و آموزش علاقمندان به دو رشته مشت‌زنی و شطرنج و ترتیب مسابقات ترکیبی و ترویج این رشتهٔ ترکیبی است.
 دو سازمان، یعنی باشگاه بوکسنج برلین (تأسیس ۲۰۰۵م) و سازمان بوکسنج بلغارستان (تأسیس ۲۰۰۵م) تحت پوشش سازمان جهانی بوکسنج، فعالیت می‌کنند. 

سازمان جهانی بوکسنج، این شعار را برای خود برگزیده است:
- مبارزه در رینگ و جنگ کنار میز![۱][۲]

## یادداشت
1. ↑  آقای یپه روبینگ (انگلیسی: Iepe B. T. Rubingh) ۱۷ اوت ۱۹۷۴- ۸ مه ۲۰۲۰م،  یک هنرپیشه هلندی، ورزشکار و بنیانگذار سازمان جهانی بوکسنج در سال ۲۰۰۳م، بود.